# Albatana
Albatana ist eine Gemeinde (municipio) mit 663 Einwohnern (Stand: 2024) in der spanischen Provinz Albacete der Autonomen Region Kastilien-La Mancha.

## Lage
Albatana liegt in der Comarca Campos de Hellín in einer Höhe von ca. 580 m. Der Ort selbst liegt etwa 75 Kilometer südsüdöstlich der Provinzhauptstadt Albacete.

## Bevölkerungsentwicklung
| Jahr      | 1950 | 1970 | 1981 | 1991 | 2001 | 2011 | 2021 |
| Einwohner | 1377 | 1122 | 984  | 915  | 875  | 794  | 681  |

## Sehenswürdigkeiten

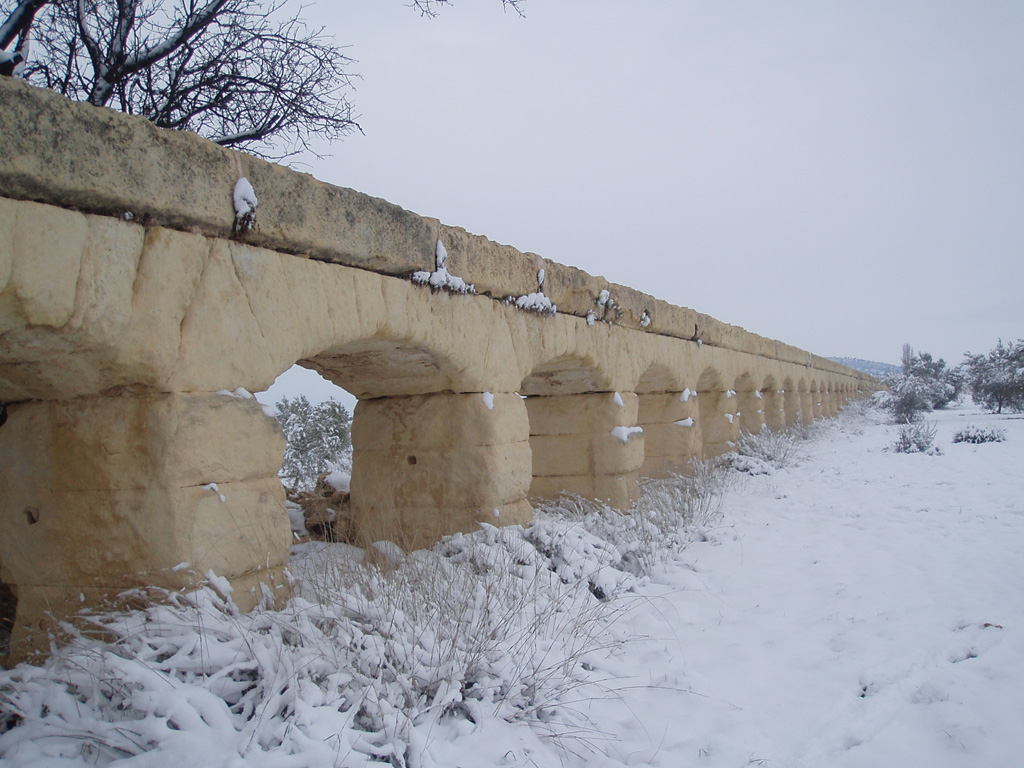
Aquädukt von Albatana
- Ildefonskirche

- Aquädukt von Albatana